# 틸란드시아 프루이노사
삐뚤틸란드시아(영어: fuzzywuzzy airplant)는 남아메리카 북부, 중앙아메리카, 멕시코 남부, 서인도제도, 플로리다의 토착종이다.

## 재배품종
- Tillandsia 'Chanza'[10]
- Tillandsia 'Pruinariza'[10]
- Tillandsia 'Sweet Chocolate'[10]